# Zodarion alacre
Zodarion alacre là một loài nhện trong họ Zodariidae.
Loài này thuộc chi Zodarion. Zodarion alacre được Eugène Simon miêu tả năm 1870.